# D1 Tower
D1 Tower (que significa Torre Dubái número uno) es un rascacielos residencial que se localiza en Dubái, Emiratos Árabes Unidos. La torre tiene una altura estructural total de 278 m, pero el diseño original incluía un aguja que traería la altura total de 350 m. La construcción de la D1 se completo en 2015. La torre es la hermana, en diseño, de uno de los edificios residenciales más altos del mundo, el Q1 de Gold Coast, Australia. A pesar de que tendrá un aspecto similar, la D1 es más baja.
El D1 dispondrá de salón Skyrise, cine privado, piscina cubierta, gimnasio y servicio de conserjería. El edificio es adyacente al Dubai Palazzo Versace.

## Galería

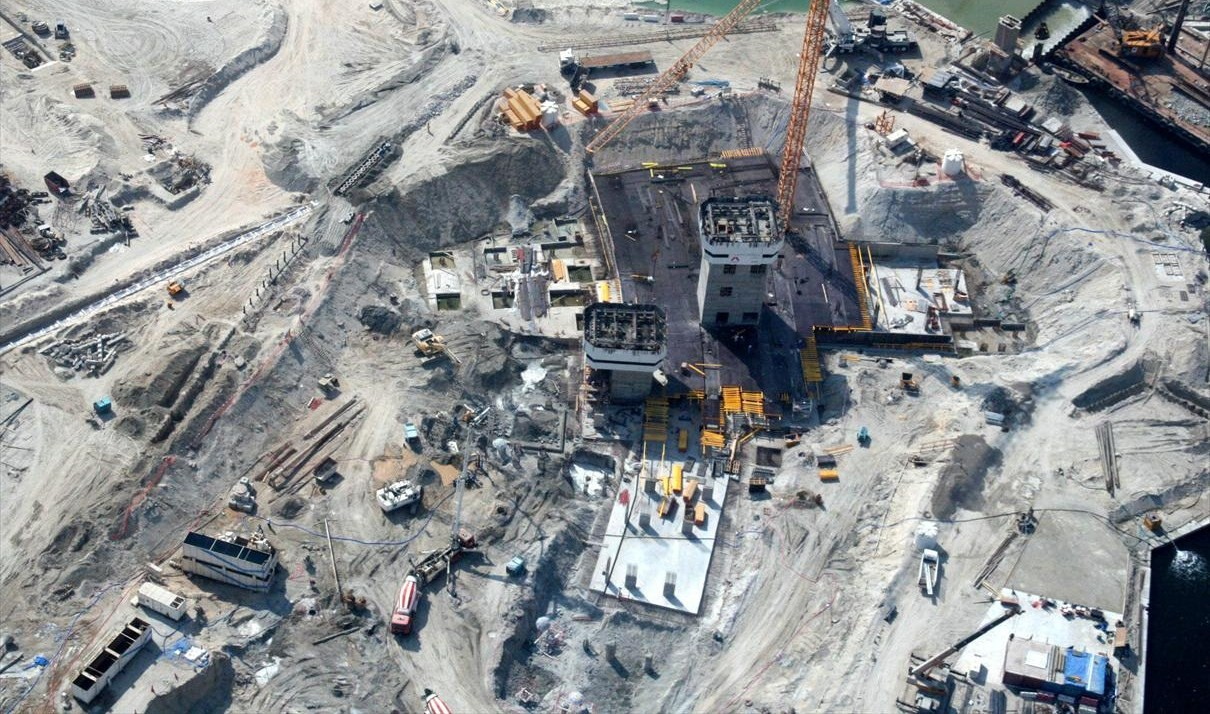
Octubre de 2007